# 터폴처구

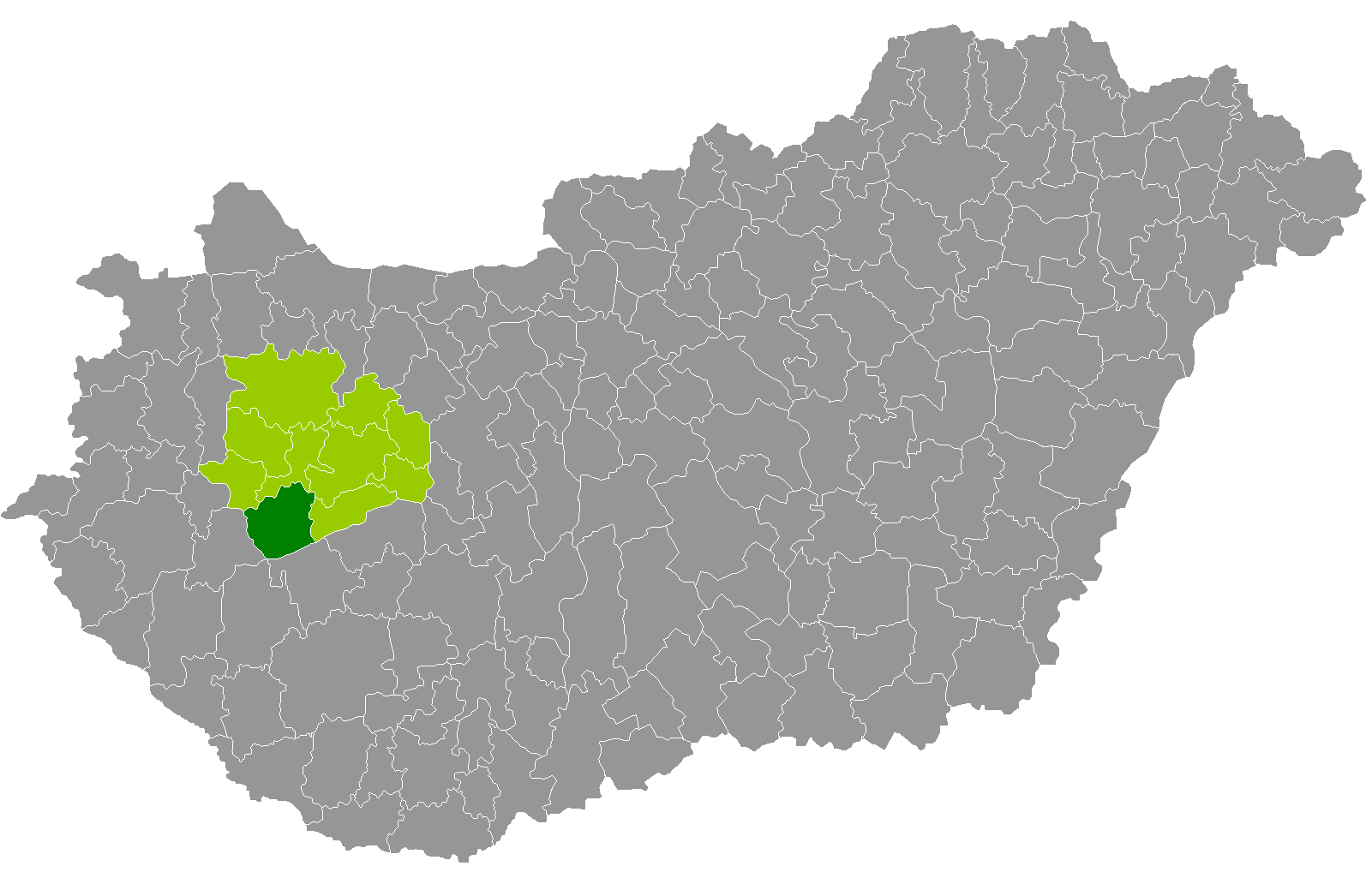
베스프렘주 지도에 표시된 터폴처구의 위치

터폴처구(헝가리어: Tapolcai járás)는 헝가리 베스프렘주에 위치한 구로 구청 소재지는 터폴처이며 면적은 540.30km2, 인구는 34,256명(2011년 기준), 인구 밀도는 63명/km2이다.
북쪽으로는 쉬메그구, 어이커구, 동쪽으로는 베스프렘구, 벌러톤퓌레드구, 남쪽으로는 쇼모지주 포뇨드구, 서쪽으로는 절러주 케스트헤이구와 접한다. 33개 지방 자치체(2개 시, 31개 마을)를 관할한다.

구 문장